# 新曙光號NZJ1型柴油動車組
NZJ1型“新曙光号”内燃动车组是中国铁路的准高速柴油动车组车型之一，为“二动九拖”动力集中方式的推挽式双层列车组，由戚墅堰机车车辆厂、南京浦镇车辆厂和上海铁路局于1999年联合研制成功，列车最高运行速度为180公里/小时。“新曙光号”于1999年10月10日投入沪杭铁路、沪宁铁路运行，至2007年4月改配属哈尔滨铁路局，2010年底停运。由于车头外形和涂装的特点，新曙光號又被戏称为“蚕宝宝”。

## 发展历史

### 背景
1990年代中期起，中国铁路客运面对高速公路的挑战，铁路客流量尤其短途城际客流大幅下降。为了提高铁路客运的市场竞争力，中国铁道部逐步将铁路提速作为铁路发展的重要战略。1997年4月1日，中國實施了第一次铁路大面积提速，从此揭开了中国铁路大提速的序幕。为了与高速公路争夺中短途旅客运输市场、满足铁路中短途客运提速的需要，中华人民共和国铁道部于1998年7月正式批准立项研制“180km/h级别准高速内燃动车组”，并被列入1998年度铁道部重点科研攻关项目之一。

### 研制
“二动九拖”准高速柴油动车组由戚墅堰机车车辆厂、南京浦镇车辆厂和上海铁路局联合研制，列车由2辆动力车、9辆双层客车拖车编组而成，其中动力车由戚墅堰厂研制，拖车由浦镇厂研制。为了确保可靠性，列车尽量采用了东风11型、东风8B型柴油机车和25K型双层客车的成熟技术。
1998年底，戚墅堰机车车辆厂和南京浦镇车辆厂分别完成了动力车和拖车的设计方案；1999年1月，动车组技术设计通过铁道部技术评审；1999年4日，戚墅堰厂、浦镇厂完成了列车的施工设计，开始进入试制阶段。1999年7月，为动力车研制的12V280ZJ型柴油机在戚墅堰厂通过UIC100小时试验。1999年8月17日，两台动力车在戚墅堰厂落成，同时经铁道部批准，列车正式被定型为NZJ1型，其中“N”代表内燃动车组、“Z”代表直流电动机、“J”代表动力集中方式、“1”代表第一种型号，并被冠名为“新曙光”。

### 试验
1999年8月底，浦镇厂的9辆拖车竣工，戚墅堰厂的动力车被送往南京与拖车完成编组，并在浦镇厂内完成小半径曲线通过性能、列车供电、制动系统等初步试验。1999年9月初，“新曙光”号列车被送往中国铁道科学研究院北京环形铁道试验基地进行安全评估和综合性能试验。9月14日，“新曙光”号列车抵达上海，此后又在沪宁铁路、沪杭铁路进行了为期一个星期的轨道动态试验，期间最高试验速度达到199.4公里/小时，时任铁道部副部长刘志军等人亦参加了“新曙光”号的全程试验。9月23日，“新曙光”号列车通过铁道部专家组的安全评估，并同意按180公里/小时的最高速度投入运用。

### 运用
1999年10月10日，“新曙光”号列车正式投入30万公里的运营考核，上海铁路局开行了往返上海、南京、杭州之间的快创1次（KC1）、快创2次（KC2）、快创6次（KC6）特快列车，KC2次列车每天上午8时从上海站出发，中途停靠苏州，10时48分到达南京西，运行时间仅为2小时48分钟；KC1次列车在中午11时41分从南京西开车，中途停靠常州、上海，下午4时39分到达杭州；KC6次列车在下午5时48分从杭州折返，晚上7时48分返回上海，其票价与“先行号”快速列车（K2/3/5/8次）相同。“新曙光”号列车投入运行一个月后，客流量已经突破70万人次。同年年底，原本由25Z型客车担当、往返上海和无锡的T5/6次特级列车，也改由“新曙光”号套跑，车次变更为KC7/8次。
2000年10月21日，中国铁路实施第三次大提速，这次提速对全国旅客列车车次进行了重新分类和调整，其中“快速旅客列车”被划分为“T”字头的“特快旅客列车”和“K”字头的“快速旅客列车”，KC1/6/2次列车被调整为T721/722次特快列车，运行区段调整为上海至南京西，KC7/8次运行区段不变，车次改为T717/718次特快列车。2000年11月1日，“新曙光”号列车完成了30万公里的考核，两台动力车被送返戚墅堰厂，对其主要部件包括柴油机、转向架、牵引电动机、发电机等进行拆解检验，未发现任何重大缺陷。“新曙光”号列车于2001年通过铁道部科技成果鉴定。
2004年4月18日，中国铁路实施第四次大提速，沪宁城际列车运行图也作出了调整，T721/722次列车改为T723/724次，运行区段仍为上海至南京西，T717/718次列车无变化。2004年12月8日，上海铁路局对沪宁城际列车运行图再次进行大幅调整，“新曙光”号列车改为担当上海至南京的T707/708次、T717/718次。列车于2006年8月22日返厂进行检修，T707/708次列车停运，T717/718次列车采用25T型客车（BSP）代替。2006年9月29日，“新曙光”号列车再次投入服务，担当上海南至义乌的N559/560次、上海南至嘉兴的N891/892次、N893/894次管内快速列车，替换了原来的25G型客车（萧甬公司）。2007年3月31日，是“新曙光”号列车在上海铁路局运营的最后一天，列车停运后于同年4月初改配属哈尔滨铁路局。

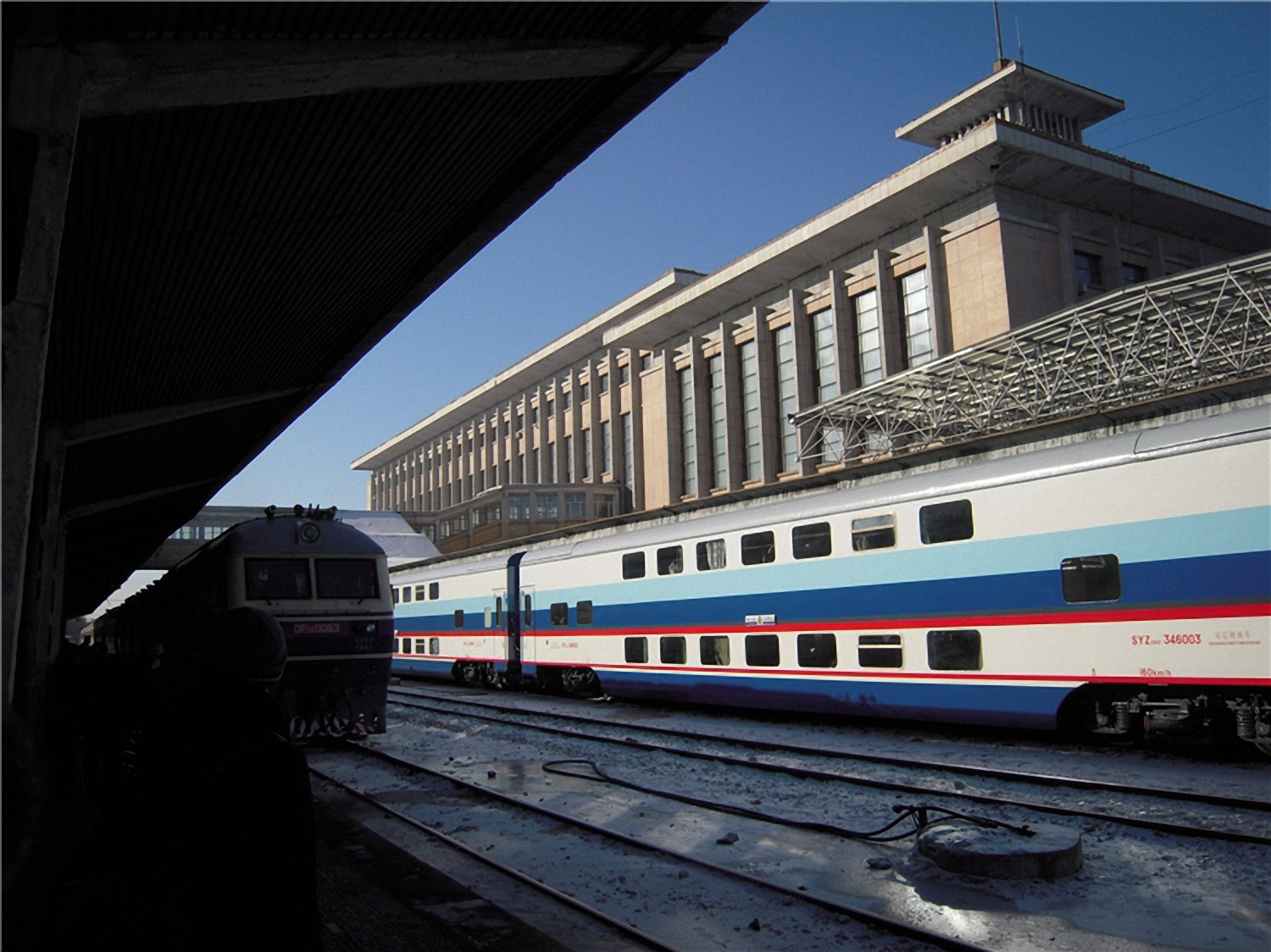
齐齐哈尔站内的新曙光号

2007年4月18日，中国铁路实施第六次大提速，哈尔滨铁路局使用“新曙光”号列车开行了哈爾濱—大庆—齊齊哈爾的T501/T504/505/508次特快列车（2009年4月1日起改为T5001/5004/5005/5008次），经由滨洲铁路运行，全程运行时间为2小時28分钟。2010年11月，“新曙光”号列车停运，动力车和拖车被分别封存于一面坡机务段、哈尔滨车辆段。

## 技术特点

### 总体结构
NZJ1型柴油动车组为动力集中方式的推挽式列车组，采用“二动九拖”的11辆编组，由2辆动力车、9辆双层客车拖车组成。动力车处于列车的首尾部，以推挽方式牵引列车运行。列车也可以根据实际运用情况，适当增加或减少编组，以“二动八拖”或“二动十拖”的方式使用。动力车为一台六轴柴油机车，采用单端司机室、内走廊式侧壁承载全焊接钢结构车体，由前到后分别为司机室、电气室、动力室、冷却室、辅助室，采用了流线型车头以减少高速运行时的空气阻力。电气室内设有高低压电气柜、微机控制柜、主硅整流柜、牵引电动机通风机等设备，顶部设有电阻制动柜；动力室安装了一套柴油发电机组，以及励磁整流柜、空气滤清器、燃油输送泵、燃油滤清器、膨胀水箱等辅助设备。冷却室设有油水系统冷却装置、静液压变速箱、牵引电动机通风机、空气压缩机等。车底两台转向架之间装有燃油箱、总风格、蓄电池组。为减轻轴重和轮轨之间的作用力，动力车采用A1A-A1A轴式，即每台转向架的中间轴不设牵引电机。
中间拖车为25DT型双层客车，“二动九拖”编组中包括有3辆双层软座车和6辆双层硬座车，其结构与25K型双层客车基本相同。车体钢结构为鱼腹形整体承载全钢焊接无中梁筒型结构，软座车采用“2+2”座席布置，硬座车采用“3+2”座席布置，车辆采用了上下封闭式楼梯、电控气动塞拉门和真空集便装置。各车厢之间采用密接式车钩和日本成田制作所的密封风挡连接。

### 动力系统
每台动力车装用一台12V280ZJ型柴油机，属于280/285系列柴油机，是在东风11型机车所使用的16V280ZJA型柴油机基础上减少气缸数量的系列产品。该型柴油机为12气缸、四冲程、废气涡轮增压的直喷式V型中速柴油机，气缸直径280毫米，活塞行程285毫米，标定功率为2900千瓦，装车运用功率为2760千瓦。
主传动系统为交—直流电传动，柴油机直接驱动同步主牵引发电机发出三相交流电，经主硅整流器整流成直流电后向4台并联的直流牵引电动机供电。动力车采用兼具列车供电功能的JF211型同步主副发电机，其中主发电机用于牵引，副发电机输出经整流后向客车供应600伏直流电，输出功率为2×400千瓦，经由每节车厢设置的逆变器，将600伏直流电逆变为两路380伏交流电源，可为空调、电热、电茶炉以及照明等电器设备提供电源。牵引电动机为ZD106A型直流牵引电动机，是由东风11型机车所使用的ZD106型牵引电机改进而成，功率由530千瓦提高到600千瓦。动力车还装有电阻制动装置，制动功率为2×2100千瓦。

### 控制系统
“新曙光”号柴油动车组的微机控制系统是在东风11、东风8B型机车微机系统基础上改进而成，并增加了“LonWorks”网络通信功能以实现首尾动力车的重联控制。微机控制系统采用了英特尔80C186微处理器，具有列车牵引、制动控制、恒功励磁、防空转防滑行控制、重联通信控制等功能。“LonWorks”网络系统用于首尾动力车的重联控制指令、监控数据的实时传输，列车总线为屏蔽双绞线。

### 转向架
动力车走向部为两台轴式为为A1A的三轴转向架，由东风11型机车的准高速转向架改进而成，固定轴距由东风11型机车的2000毫米缩短到1900毫米。转向架采用全焊接结构的“目”字型构架，一系悬挂为轴箱圆弹簧并带有液压减震器，二系悬挂采用高柔度圆弹簧结构，并设置了垂向、横向油压减振器以及抗蛇行减振器；牵引力和制动力通过低位四连杆机构牵引装置传递。牵引电动机采用与东风11型机车相同的双侧六连杆轮对空心轴全悬挂驱动装置。
双层客车采用浦镇车辆厂设计制造的PW-200型高速转向架。PW-200型转向架是在209HS型转向架基础上重新研制，采用“H”型焊接构架、轴箱橡胶堆弹性定位装置，中央悬挂装置为摇枕结构的弹性支承空气弹簧，基础制动装置为轴盘制动，每轴装有三块制动盘。

### 列车编组
| 车厢号   | 车厢号       |            | 1 | 2 | 3 | 4 | 5 | 6 | 7 | 8 | 9 |            |
| 列车编组 | 上海铁路局   | 动力车     | 双层硬座车 | 双层硬座车 | 双层硬座车 | 双层软座车 | 双层软座车 | 双层软座车 | 双层硬座车 | 双层硬座车 | 双层硬座车 | 动力车     |
| 列车编组 | 哈尔滨铁路局 | 动力车     | 双层软座车 | 双层软座车 | 双层软座车 | 双层硬座车 | 双层硬座车 | 双层硬座车 | 双层硬座车 | 双层硬座车 | 双层硬座车 | 动力车     |
| 车辆编号 | 上海铁路局   | NZJ1-7001A | 硬座车编号 SYZ25DT 345999 SYZ25DT 346000 SYZ25DT 346001 SYZ25DT 346002 SYZ25DT 346003 SYZ25DT 346004 SYZ25DT 346005 SYZ25DT 349604 - 车辆编组按运用情况和检修需要而变化 | 硬座车编号 SYZ25DT 345999 SYZ25DT 346000 SYZ25DT 346001 SYZ25DT 346002 SYZ25DT 346003 SYZ25DT 346004 SYZ25DT 346005 SYZ25DT 349604 - 车辆编组按运用情况和检修需要而变化 | 硬座车编号 SYZ25DT 345999 SYZ25DT 346000 SYZ25DT 346001 SYZ25DT 346002 SYZ25DT 346003 SYZ25DT 346004 SYZ25DT 346005 SYZ25DT 349604 - 车辆编组按运用情况和检修需要而变化 | 软座车编号 SRZ25DT 110887 SRZ25DT 110888 SRZ25DT 110889 SRZ25DT 111115 - 车辆编组按运用情况和检修需要而变化                                                             | 软座车编号 SRZ25DT 110887 SRZ25DT 110888 SRZ25DT 110889 SRZ25DT 111115 - 车辆编组按运用情况和检修需要而变化                                                             | 软座车编号 SRZ25DT 110887 SRZ25DT 110888 SRZ25DT 110889 SRZ25DT 111115 - 车辆编组按运用情况和检修需要而变化                                                             | 硬座车编号 SYZ25DT 345999 SYZ25DT 346000 SYZ25DT 346001 SYZ25DT 346002 SYZ25DT 346003 SYZ25DT 346004 SYZ25DT 346005 SYZ25DT 349604 - 车辆编组按运用情况和检修需要而变化 | 硬座车编号 SYZ25DT 345999 SYZ25DT 346000 SYZ25DT 346001 SYZ25DT 346002 SYZ25DT 346003 SYZ25DT 346004 SYZ25DT 346005 SYZ25DT 349604 - 车辆编组按运用情况和检修需要而变化 | 硬座车编号 SYZ25DT 345999 SYZ25DT 346000 SYZ25DT 346001 SYZ25DT 346002 SYZ25DT 346003 SYZ25DT 346004 SYZ25DT 346005 SYZ25DT 349604 - 车辆编组按运用情况和检修需要而变化 | NZJ1-7001B |
| 车辆编号 | 哈尔滨铁路局 | NZJ1-7001A | 软座车编号 SRZ25DT 110887 SRZ25DT 110888 SRZ25DT 110889 SRZ25DT 111115 - 车辆编组按运用情况和检修需要而变化                                                             | 软座车编号 SRZ25DT 110887 SRZ25DT 110888 SRZ25DT 110889 SRZ25DT 111115 - 车辆编组按运用情况和检修需要而变化                                                             | 软座车编号 SRZ25DT 110887 SRZ25DT 110888 SRZ25DT 110889 SRZ25DT 111115 - 车辆编组按运用情况和检修需要而变化                                                             | 硬座车编号 SYZ25DT 345999 SYZ25DT 346000 SYZ25DT 346001 SYZ25DT 346002 SYZ25DT 346003 SYZ25DT 346004 SYZ25DT 346005 SYZ25DT 349604 - 车辆编组按运用情况和检修需要而变化 | 硬座车编号 SYZ25DT 345999 SYZ25DT 346000 SYZ25DT 346001 SYZ25DT 346002 SYZ25DT 346003 SYZ25DT 346004 SYZ25DT 346005 SYZ25DT 349604 - 车辆编组按运用情况和检修需要而变化 | 硬座车编号 SYZ25DT 345999 SYZ25DT 346000 SYZ25DT 346001 SYZ25DT 346002 SYZ25DT 346003 SYZ25DT 346004 SYZ25DT 346005 SYZ25DT 349604 - 车辆编组按运用情况和检修需要而变化 | 硬座车编号 SYZ25DT 345999 SYZ25DT 346000 SYZ25DT 346001 SYZ25DT 346002 SYZ25DT 346003 SYZ25DT 346004 SYZ25DT 346005 SYZ25DT 349604 - 车辆编组按运用情况和检修需要而变化 | 硬座车编号 SYZ25DT 345999 SYZ25DT 346000 SYZ25DT 346001 SYZ25DT 346002 SYZ25DT 346003 SYZ25DT 346004 SYZ25DT 346005 SYZ25DT 349604 - 车辆编组按运用情况和检修需要而变化 | 硬座车编号 SYZ25DT 345999 SYZ25DT 346000 SYZ25DT 346001 SYZ25DT 346002 SYZ25DT 346003 SYZ25DT 346004 SYZ25DT 346005 SYZ25DT 349604 - 车辆编组按运用情况和检修需要而变化 | NZJ1-7001B |
| 动力分布 | 动力分布     | ●〇● ●〇●  | 〇〇 〇〇 | 〇〇 〇〇 | 〇〇 〇〇 | 〇〇 〇〇 | 〇〇 〇〇 | 〇〇 〇〇 | 〇〇 〇〇 | 〇〇 〇〇 | 〇〇 〇〇 | ●〇● ●〇●  |
| 轴式     | 轴式         | A1A-A1A    | 2-2 | 2-2 | 2-2 | 2-2 | 2-2 | 2-2 | 2-2 | 2-2 | 2-2 | A1A-A1A    |
| 动力配置 | 动力配置     | 动车（Mc） | 拖车（T） | 拖车（T） | 拖车（T） | 拖车（T） | 拖车（T） | 拖车（T） | 拖车（T） | 拖车（T） | 拖车（T） | 动车（Mc） |

## 外部連結
- 中国南车股份有限公司：“新曙光号”准高速内燃动车组
- 上海故事：1999年10月10日 首辆子弹头列车上海首发（视频）